# Sex i Sverige
Sex i Sverige är en undersökning genomförd 1995–1996 av statens folkhälsoinstitut tillsammans med RFSU, för att kartlägga svenskarnas sexvanor.

## Metod
Undersökningen tillfrågade via enkäter 5 250 personer som varit bosatta i Sverige 1995 om de ville delta i undersökningen. Urvalet skedde representativt och slumpmässigt bland personer som var mellan 18 och 74 år gamla. Av dessa 5 250 kunde 469 personer inte svenska tillräckligt bra för att genomföra enkäten, eller var av andra skäl inte kontaktbara. Således blev nettourvalet 4 781 personer. Själva undersökningen genomfördes genom intervjuer, och resultatet av dessa var bearbetningsbara svar från 2 810 personer, vilket motsvarar 59 procent av de som besvarat enkäterna. En svarsfrekvens på 70 procent är det normala vid intervjuundersökningar i Norden. Bortfallsanalyser har dock visat att det stora bortfallet inte snedvridit urvalsgruppen.
Sanningsenligheten i svaren har kontrollerats genom att jämföra intervjusvaren med de svar som samma person lämnade via enkäten. Enligt denna jämförelse var sanningshalten i det närmaste perfekt.

## Resultat
Undersökningen visade att antalet samlagspartners för män har ökat med 3 sedan 1967 och att antalet samlagspartners för kvinnor under samma tid fördubblats (räknat på medeltalet samlagspartners, räknat från medianvärdet har antalet tredubblats).
Undersökningen visade också att 2,5 procent av de tillfrågade hade haft sexuella kontakter med personer av samma kön. Denna siffra stämde för både kvinnor och män. Cirka 0,5 procent av männen, och mindre än 0,5 procent av kvinnorna hade enbart haft sexuella kontakter med personer av samma kön.